# Maria Alexandru

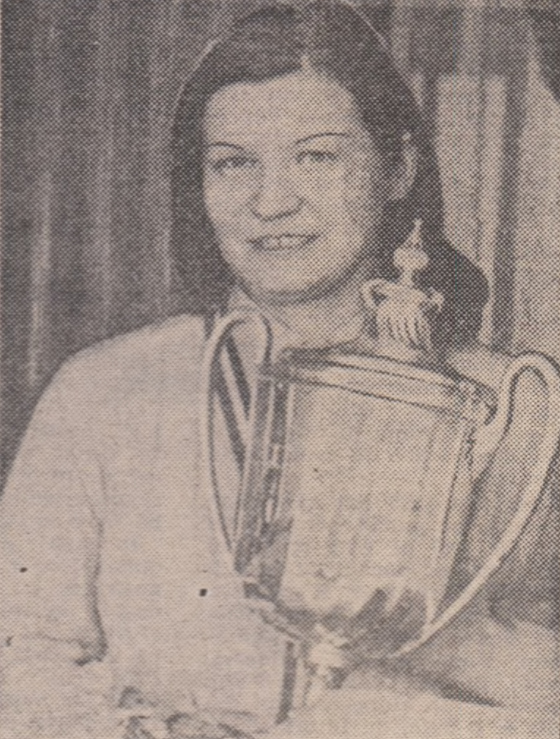
Maria Alexandru (1978)

Maria Alexandru (* 30. Dezember 1939 in Plugova als Maria Golopența (bis 1960); † 27. November 2024) war eine rumänische Tischtennisspielerin. Sie holte zwischen 1953 und 1980 mehrere Titel bei Europa- und Weltmeisterschaften. Alexandru war Abwehrspielerin.

## Erfolge in Osteuropa
Von 1962 bis 1979 gewann sie die rumänische Meisterschaft 15 mal im Einzel und 16 mal im Doppel (mit folgenden Partnerinnen: einmal Georgita Pitica, dreimal Ella Zeller-Constantinescu, dreimal Eleonora Vlaicov, einmal Magdalena Leszay, zweimal Carmen Crișan, dreimal Viorica Moldovan und dreimal Liana Mihuț).
Bei den Balkanmeisterschaften war sie zwischen 1963 und 1979 14 mal vertreten. Dabei wurde sie im Einzel achtmal Sieger, fünfmal belegte sie Platz 2. Im Doppel holte sie 11 Titel, zweimal verlor sie im Endspiel. Sieben Siege und vier Vizemeisterschaften waren ihre Mixed-Bilanz. Dazu kamen mit der rumänischen Mannschaft 13 erste Plätze.

## Europäische Turniere
1956 und 1958 nahm sie an der Jugendeuropameisterschaft teil. Hier gewann sie jedes Mal den Titel im Einzel, im Doppel und mit der Mannschaft, zudem 1958 noch im Mixedwettbewerb.
Bei den Erwachsenen war sie zehn Mal auf Europameisterschaften vertreten. 1966 wurde sie in London Europameisterin im Einzel (vor Swetlana Grinberg), 1976 erreichte sie das Endspiel. Im Doppel gewann sie den Titel 1960 (mit Angelica Rozeanu) und 1978 (mit Liana Mihuț), 1974 und 1980 kam sie auf Platz zwei. 1960 gewann sie noch das Mixed (mit Gheorghe Cobirzan).
Für das europäische Ranglistenturnier Europe TOP-12 wurde sie zwischen 1972 und 1979 siebenmal nominiert. Dabei belegte sie jeweils Platz 2 1972 (hinter Beatrix Kisházi), 1974 (hinter Soja Rudnowa) und 1979 (hinter Gabriella Szabó).

## Weltmeisterschaften
Zwölfmal vertrat sie Rumänien bei Weltmeisterschaften, erstmals 1953 in Bukarest, letztmals mit fast 39 Jahren 1979 in Pyongyang. Hier wurde sie dreimal Weltmeister im Doppel: 1961 mit Georgita Pitica, 1973 mit Miho Hamada (Japan) und 1975 mit Shoko Takahashi (Japan). Die Vizeweltmeisterschaft gewann sie 1963 im Einzel, 1969 im Doppel mit Eleonora Vlaicov und 1971 im Mixed mit Antun Stipančić.

## Ende der Karriere
1980 beendete sie ihre internationale Karriere. In diesem Jahr wurde sie in Deutschland vom VSC Donauwörth für die Damen-Bundesliga verpflichtet. Am Ende der Saison 1980/81 ging sie nach Rumänien zurück.

## Turnierergebnisse
| Verband | Veranstaltung                         | Jahr | Ort          | Land | Einzel        | Doppel        | Mixed         | Team |
| ------- | ------------------------------------- | ---- | ------------ | ---- | ------------- | ------------- | ------------- | ---- |
| ROU     | Balkan Meisterschaft                  | 1979 | Athen        | GRE  | Silber        |               |               | 1    |
| ROU     | Balkan Meisterschaft                  | 1978 | Nis          | YUG  | Gold          | Gold          |               | 1    |
| ROU     | Balkan Meisterschaft                  | 1977 | Brasov       | ROU  | Gold          | Silber        |               | 1    |
| ROU     | Balkan Meisterschaft                  | 1976 | Samsun       | TUR  | Silber        | Gold          | Gold          | 1    |
| ROU     | Balkan Meisterschaft                  | 1974 | Athen        | GRE  |               | Silber        | Gold          |      |
| ROU     | Balkan Meisterschaft                  | 1972 | Ankara       | TUR  | Gold          | Gold          | Gold          | 1    |
| ROU     | Balkan Meisterschaft                  | 1971 | Brasov       | ROU  | Gold          | Gold          | Gold          | 1    |
| ROU     | Balkan Meisterschaft                  | 1970 | Sofia        | BUL  | Gold          | Gold          | Gold          | 1    |
| ROU     | Balkan Meisterschaft                  | 1968 | Skopje       | YUG  | Silber        | Gold          | Silber        | 1    |
| ROU     | Balkan Meisterschaft                  | 1967 | Antalya      | TUR  | Gold          | Gold          |               | 1    |
| ROU     | Balkan Meisterschaft                  | 1966 | Brasov       | ROU  | Silber        | Gold          | Silber        | 1    |
| ROU     | Balkan Meisterschaft                  | 1965 | Sofia        | BUL  | Gold          | Gold          | Gold          | 1    |
| ROU     | Balkan Meisterschaft                  | 1964 | Athen        | GRE  | Silber        | Gold          | Silber        | 1    |
| ROU     | Balkan Meisterschaft                  | 1963 | Athen        | GRE  | Gold          | Gold          | Silber        | 1    |
| ROU     | Europameisterschaft                   | 1980 | Bern         | SUI  | letzte 16     | Silber        |               |      |
| ROU     | Europameisterschaft                   | 1978 | Duisburg     | FRG  | letzte 16     | Gold          |               |      |
| ROU     | Europameisterschaft                   | 1976 | Prag         | TCH  | Silber        |               |               |      |
| ROU     | Europameisterschaft                   | 1974 | Novi Sad     | YUG  |               | Silber        | Halbfinale    |      |
| ROU     | Europameisterschaft                   | 1972 | Rotterdam    | NED  | Halbfinale    | Halbfinale    | Viertelfinale |      |
| ROU     | Europameisterschaft                   | 1970 | Moskau       | URS  | Halbfinale    | Halbfinale    |               |      |
| ROU     | Europameisterschaft                   | 1968 | Lyon         | FRA  |               | Halbfinale    | Silber        |      |
| ROU     | Europameisterschaft                   | 1966 | London       | ENG  | Gold          | Viertelfinale | Halbfinale    |      |
| ROU     | Europameisterschaft                   | 1964 | Malmö        | SWE  | letzte 16     | Silber        | Viertelfinale |      |
| ROU     | Europameisterschaft                   | 1960 | Zagreb       | YUG  | letzte 16     | Gold          | Gold          |      |
| ROU     | Jugend-Europameisterschaft (Junioren) | 1958 | Falkenberg   | SWE  | Gold          | Gold          | Gold          | 1    |
| ROU     | Jugend-Europameisterschaft (Junioren) | 1956 | Opatija      | YUG  | Gold          | Gold          |               | 1    |
| ROU     | EURO-TOP12                            | 1979 | Kristianstad | SWE  | 2             |               |               |      |
| ROU     | EURO-TOP12                            | 1977 | Sarajevo     | YUG  | 4             |               |               |      |
| ROU     | EURO-TOP12                            | 1976 | Lübeck       | FRG  | 5             |               |               |      |
| ROU     | EURO-TOP12                            | 1975 | Wien         | AUT  | 4             |               |               |      |
| ROU     | EURO-TOP12                            | 1974 | Trollhatten  | SWE  | 2             |               |               |      |
| ROU     | EURO-TOP12                            | 1973 | Böblingen    | FRG  | 5             |               |               |      |
| ROU     | EURO-TOP12                            | 1972 | Zagreb       | YUG  | 2             |               |               |      |
| ROU     | Weltmeisterschaft                     | 1979 | Pyongyang    | PRK  | letzte 32     | letzte 16     | letzte 32     | 10   |
| ROU     | Weltmeisterschaft                     | 1977 | Birmingham   | ENG  | letzte 16     | letzte 16     | keine Teiln.  | 13   |
| ROU     | Weltmeisterschaft                     | 1975 | Calcutta     | IND  | Viertelfinale | Gold          | keine Teiln.  | 9    |
| ROU     | Weltmeisterschaft                     | 1973 | Sarajevo     | YUG  | letzte 16     | Gold          | Viertelfinale | 6    |
| ROU     | Weltmeisterschaft                     | 1971 | Nagoya       | JPN  | letzte 16     | letzte 16     | Silber        | 6    |
| ROU     | Weltmeisterschaft                     | 1969 | München      | FRG  | Halbfinale    | Silber        | letzte 32     | 2    |
| ROU     | Weltmeisterschaft                     | 1967 | Stockholm    | SWE  | Viertelfinale | letzte 16     | Halbfinale    | 6    |
| ROU     | Weltmeisterschaft                     | 1965 | Ljubljana    | YUG  | Viertelfinale | Viertelfinale | letzte 16     | 4    |
| ROU     | Weltmeisterschaft                     | 1963 | Prag         | TCH  | Silber        | Viertelfinale | letzte 32     | 2    |
| ROU     | Weltmeisterschaft                     | 1961 | Peking       | CHN  | letzte 16     | Gold          | letzte 32     | 3    |
| ROU     | Weltmeisterschaft                     | 1957 | Stockholm    | SWE  | letzte 16     | Halbfinale    | letzte 64     | 2    |
| ROU     | Weltmeisterschaft                     | 1953 | Bukarest     | ROU  | letzte 64     | letzte 16     | Scratched     |      |